# آفرو پلی
آفرو پُلی (ایتالیایی: Afro Poli؛ ‏ ۲۲ دسامبر ۱۹۰۲ – ۲۲ فوریهٔ ۱۹۸۸) خواننده باریتون اپرا، بازیگر و فیلم‌نامه‌نویس اهل ایتالیا بود.
از فیلم‌هایی که وی در آن نقش داشته‌است، می‌توان به آیدا، هرکول آزادشده، هرکول، لا تراویاتا و توسکا اشاره کرد.